# Проспект (Кентаки)
Проспект (енгл. Prospect) град је у америчкој савезној држави Кентаки.

## Демографија
По попису из 2010. године број становника је 4.698, што је 41 (0,9%) становника више него 2000. године.
| Група             | 2000.         | 2010.         |
| Белци             | 4.308 (92,5%) | 4.220 (89,8%) |
| Афроамериканци    | 158 (3,4%)    | 168 (3,6%)    |
| Азијати           | 96 (2,1%)     | 171 (3,6%)    |
| Хиспаноамериканци | 30 (0,6%)     | 94 (2,0%)     |
| Укупно            | 4.657         | 4.698         |